# Цаликов, Руслан Хаджисмелович
Русла́н Хаджисме́лович Ца́ликов (род. 31 июля 1956, Орджоникидзе, Северо-Осетинская АССР, РСФСР, СССР) — российский государственный деятель. Депутат Верховного Хурала Республики Тыва от «Единой России» (с 26 сентября 2024 года). Первый заместитель министра обороны Российской Федерации (24 декабря 2015 — 17 июня 2024). Действительный государственный советник Российской Федерации 1 класса (2007).
Заслуженный экономист Российской Федерации (2003). Лауреат премии Правительства Российской Федерации (2012). Полный кавалер ордена «За заслуги перед Отечеством». Кандидат экономических наук (1983).
С 2022 года находится под санкциями 27 стран Европейского союза, США, Великобритании и ряда других государств

## Биография
Родился 31 июля 1956 года в городе Орджоникидзе Северо-Осетинской АССР (РСФСР, СССР).
С 1973 по 1978 год — студент Северо-Осетинского государственного университета имени К. Л. Хетагурова; специальность по образованию — экономист. По окончании университета, с 1978 по 1983 год, в аспирантуре Московского института народного хозяйства им. Г. В. Плеханова (стажёр-исследователь, аспирант). С 1983 по 1987 год — ассистент кафедры экономики труда, старший преподаватель, заместитель декана экономического факультета Северо-Осетинского государственного университета. С 1987 по 1989 год — заместитель генерального директора по экономическим вопросам производственного мебельного объединения «Казбек» (город Орджоникидзе).
С 1989 года — на государственной службе. С 1989 по 1990 год — главный контролёр-ревизор КРУ Минфина РСФСР по Северо-Осетинской АССР (город Орджоникидзе). С 1990 по 1994 год — министр финансов Северной Осетии.

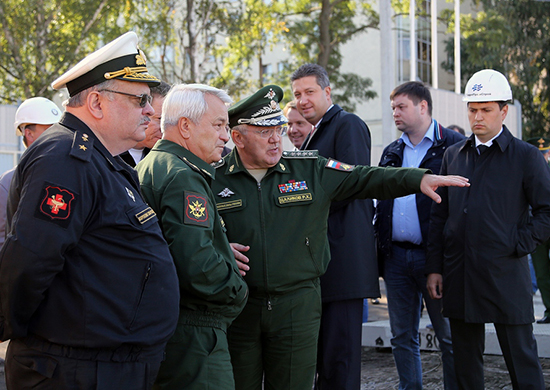
Заместители министра обороны Руслан Цаликов и Николай Панков инспектируют ход строительства Многопрофильной клиники Военно-медицинской академии им. С. М. Кирова. Санкт-Петербург, 2015 год

В 1994 году перешёл на службу в МЧС России. С 1994 по 2000 год — начальник Главного финансово-экономического управления, затем руководитель Департамента финансово-экономической деятельности МЧС России. С 26 ноября 1994 года — член коллегии МЧС России. С 2000 по 2005 год — заместитель министра Российской Федерации по делам гражданской обороны, чрезвычайным ситуациям и ликвидации последствий стихийных бедствий. С 2005 по 2007 год статс-секретарь − заместитель министра Российской Федерации по делам гражданской обороны, чрезвычайным ситуациям и ликвидации последствий стихийных бедствий. С 14 июня 2007 года по 30 мая 2012 года — первый заместитель министра Российской Федерации по делам гражданской обороны, чрезвычайным ситуациям и ликвидации последствий стихийных бедствий.
С 17 мая по 15 ноября 2012 года — вице-губернатор Московской области. С 6 по 8 ноября 2012 года — исполняющий обязанности губернатора Московской области по должности.
С 15 ноября 2012 года — заместитель министра обороны Российской Федерации. Курирует вопросы расквартирования войск, жилищного обеспечения, строительства и капитального ремонта, управления имуществом, судебно-правовой работы, финансового контроля, медицинского обеспечения, информационной политики, взаимодействия с правоохранительными органами и деятельность АО «Гарнизон». В его подчинении находятся: Департаменты государственного заказчика капитального строительства, претензионной и судебно-правовой работы, жилищного обеспечения и имущественных отношений; Управление государственного архитектурно-строительного надзора; Государственная экспертиза; Главное военно-медицинское управление; Контрольно-финансовая инспекция; Федеральное управление накопительно-ипотечной системы жилищного обеспечения военнослужащих.
С 24 декабря 2015 года — первый заместитель министра обороны Российской Федерации. 29 января 2016 года Цаликову вручён почётный персонифицированный знак — личный штандарт.
17 июня 2024 года освобождён от должности первого заместителя министра обороны Российской Федерации.
В начале июля 2024 года решением конференции Тувинского регионального отделения «Единой России» Цаликов был включён в первую пятёрку партийного списка кандидатов на выборы в Верховный Хурал Республики Тыва, не участвовав при этом в праймериз. По данным источников в региональном парламенте, Цаликов рассматривался как потенциальный кандидат на должность сенатора от законодательного органа республики. Однако по завершении первой организационной сессии избранного Верхового Хурала IV созыва 26 сентября 2024 года вопрос о назначении сенатора рассмотрен не был. К крайнему сроку 25 октября решение так же не было принято. По некоторым источникам, пауза в назначении может быть связана с тем, что кандидатуру Цаликова до сих пор не удалось согласовать с администрацией президента России. Вскоре, в марте 2025 года стало известно, что Цаликов, по некоторым источникам, лишился статуса основного кандидата в сенаторы.

## Недвижимость
Семья Цаликова владеет имуществом, которое оценивается в 4,3 миллиарда рублей. Самому Цаликову принадлежит земельный участок с домом, в деревне Раздоры на Рублевке, стоимостью 3,5 миллиарда рублей.
Дети Цаликова не имели легального дохода, но и у них есть недвижимость:
- Дочери Елизавета и Юлия владеют в Москве недвижимостью в бизнес-центре, которая оценивается в 132 миллиона рублей, а также у них есть ряд офисов стоимостью 85 миллионов рублей[17];
- Сыновья Даниэль и Заур в 2021 году купили два участка в Московской области, каждый из которых оценивается в 260 миллионов рублей. Они также владеют офисами в Москве стоимостью 400 миллионов рублей каждый[17].

## Награды

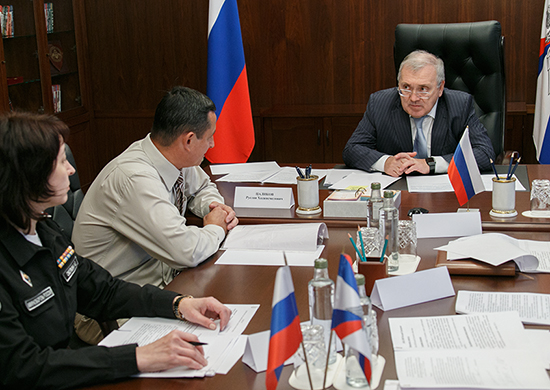
Заместитель министра обороны Руслан Цаликов проводит приём граждан

- Орден «За заслуги перед Отечеством» I степени[18]
- Орден «За заслуги перед Отечеством» II степени[19]
- Орден «За заслуги перед Отечеством» III степени
- Орден «За заслуги перед Отечеством» IV степени[19]
- Орден Александра Невского (2014)[20]
- Орден Мужества
- Орден Дружбы (1997)
- Заслуженный экономист Российской Федерации (2003)
- Медаль «Участнику чрезвычайных гуманитарных операций» (МЧС России, 1996)
- Медаль «За безупречную службу» (МЧС России, 2001)
- Медаль «XV лет МЧС России»
- Медаль ФНПР «100 лет профсоюзам России»
- Нагрудный знак МЧС России «За заслуги» (2004)
- Премия Правительства Российской Федерации в области науки и техники (2012)[21]
- Почётный знак Государственной думы Российской Федерации (2018)[22]
- Орден «Адæмы Хорзæх» (МОД «Высший Совет Осетин», 2019)[23]
- Почётный гражданин города Владикавказ (2020)[24]
- Юбилейный нагрудный знак Московской областной думы «20 лет Московской областной думе» (14 ноября 2013)[25]

## Классные чины
- Действительный государственный советник Российской Федерации 1 класса (13 декабря 2007 года)[26]
- Действительный государственный советник Российской Федерации 2 класса (7 декабря 2000 года)[27]
- Действительный государственный советник Российской Федерации 3 класса (9 марта 1999 года)[28]

## Санкции
15 марта 2022 года за поддержку вторжения России на Украину включён в санкционный список США «против россиян, связанных с грубыми нарушениями прав человека». Также внесён в санкционный список Великобритании как ответственный за развертывании российских войск, участвовавших в нападении на Украину. 6 мая 2022 года внесён в санкционный список Канады за «соучастие в выборе президента Путина вторгнуться в мирную и суверенную страну».
6 октября 2022 года против него, среди прочих, введены санкции Европейского союза:

В своих различных публичных выступлениях, таких как участие в «антифашистской» конференции, организованной Министерством обороны России, он выражал поддержку агрессивной войне России против Украины. Его действия показывают, что он активно поддерживает, оправдывает и защищает агрессивную войну России против Украины. Поэтому он несет ответственность за поддержку и реализацию действий и политики, подрывающих и угрожающих территориальной целостности, суверенитету и независимости Украины.— «Официальный журнал Европейского союза», Брюссель, 6 октября 2022 года.
По аналогичным основаниям находится в санкционных списках Швейцарии, Австралии, Японии, Украины и Новой Зеландии.